# Penicillium restrictum
Penicillium restrictum är en svampart som beskrevs av J.C. Gilman & E.V. Abbott 1927. Penicillium restrictum ingår i släktet Penicillium och familjen Trichocomaceae.   Inga underarter finns listade i Catalogue of Life.